# Serapion (monnik)

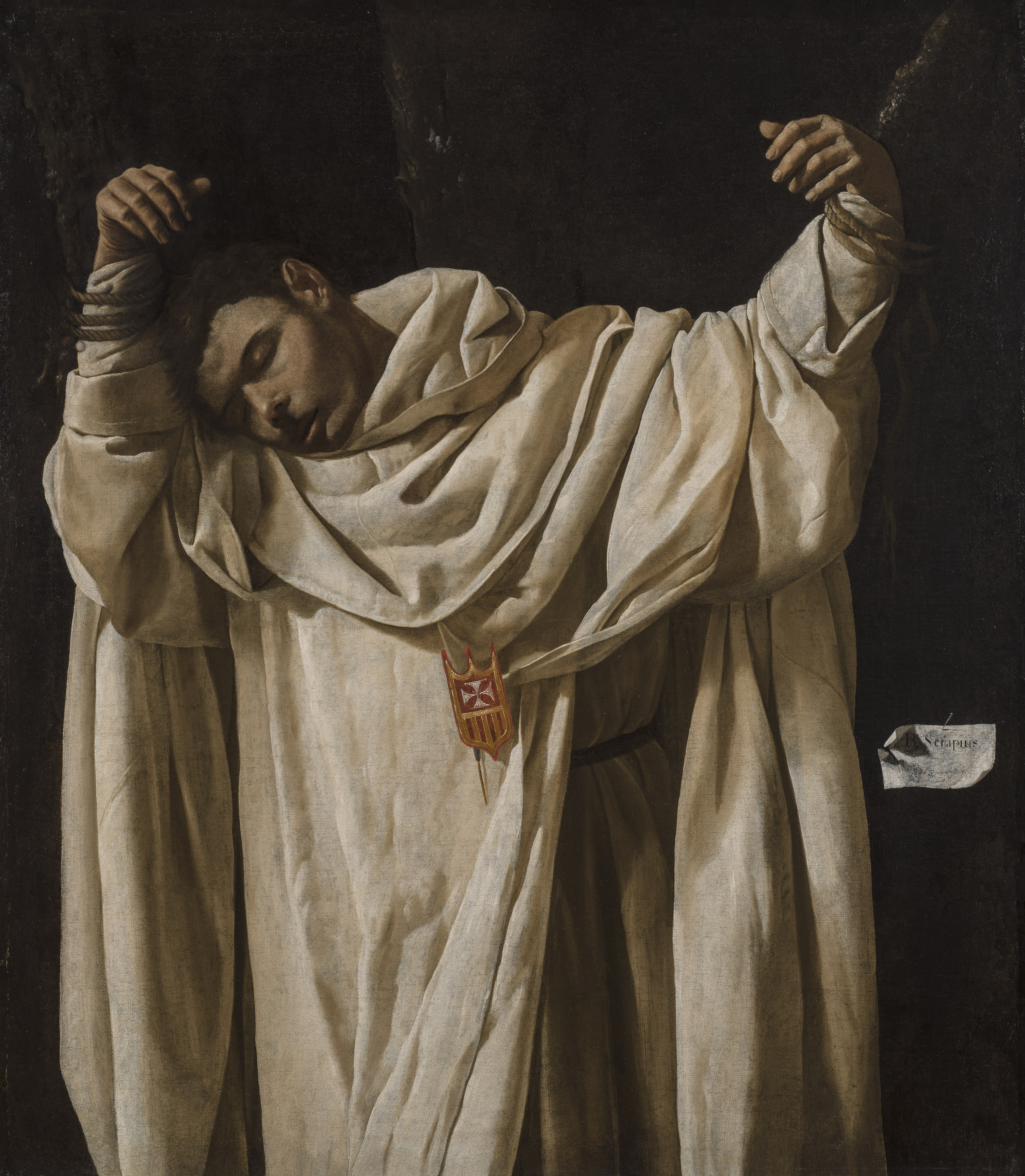
De heilige Serapion - Francisco de Zurbarán

Serapion (1179-1240) was een geestelijke uit de orde der Mercedariërs.
Hij was afkomstig uit Ierland en diende in het leger van Richard Leeuwenhart en vervolgens in het leger van de hertog van Leopold VI van Oostenrijk, waardoor hij in Spanje terechtkwam. Leopold stond het leger van Alfons VIII van Castilië bij in diens strijd tegen de Moren. Na zijn komst in Spanje sloot Serapion zich aan bij het leger van Castilië om zich volledig te kunnen wijden aan de verdediging van het christelijke geloof. Kort nadien leerde hij Peter Nolasco kennen, die de orde der Mercedariërs gesticht had als een ridderorde.
In 1222 trad Serapion toe tot deze orde en slaagde erin verschillende gevangen en slaven uit de handen van de Moren te bevrijden. Bij een van deze tochten bleef hij in Algiers zelf achter als gegijzelde. Serapion kon dankzij deze gijzeling een groep gevangen vrijkopen die het gevaar liep om over te gaan naar de Islam. Omdat het losgeld om Serapion vrij te krijgen te lang op zich liet wachten, werd de sultan van Algiers, Selin Benimarin, boos. Hij liet Serapion op 14 november 1240 aan een kruis nagelen en vervolgens zijn lichaam deel voor deel in stukken hakken. Serapion werd hierdoor de eerste martelaar van de nieuwe orde.
Serapion was voor de heilige Raymundus Nonnatus een groot voorbeeld.
Zijn verering werd bevestigd door het Vaticaan in 1728. Op sommige plaatsen hebben de Mercedariërs de traditie om olie te wijden ter ere van de heilige Serapion. Deze olie wordt verondersteld om te werken tegen de pijn, vooral bij keelaandoeningen.